# Xenaporus schmidti
Xenaporus schmidti é uma espécie de insetos himenópteros, mais especificamente de vespas pertencente à família Pompilidae.
A autoridade científica da espécie é Priesner, tendo sido descrita no ano de 1967.
Trata-se de uma espécie presente no território português.